# ワンス・アポン・ア・タイム (season 7)
アメリカのファンタジー・テレビドラマ、『ワンス・アポン・ア・タイム』の第7シーズンは2017年5月11日に制作発表された。今シーズンは全22話で、放送が金曜日に移動する。初回は2017年10月6日。
今シーズンではシリーズに大きな変化がある。シーズン6終了時に公表された通り、メインキャストの大多数がシーズン7へ続投しない。ラナ・パリラ、コリン・オドナヒュー、ロバート・カーライルの3人は続投する。2017年5月、アンドリュー・J・ウェストとアリソン・フェルナンデスが新レギュラーとして出演することが発表された。2017年6月、ダニア・ラミレスとガブリエル・アンウォーの2人がさらなるレギュラーキャストであることが発表された。2017年8月、メキア・コックスが当初のリカーリングからレギュラーへと昇格されることが発表された。
ストーリーラインは大人になったヘンリーを中心としたリブートの形となり、前シーズンの終わりから数年が経過したところから始まる。2018年2月、シーズン7をもってシリーズが終了することが伝えられた。2018年5月18日をもってシリーズは終了した。

## キャスト

### レギュラー
- ラナ・パリラ - 悪い女王 / レジーナ・ミルズ / ロニ[3]
- コリン・オドナヒュー - フック船長 / キリアン・ジョーンズ / ロジャース[3]
- アンドリュー・J・ウェスト - ヘンリー・ミルズ[3]
- ダニア・ラミレス - シンデレラ / ジャシンダ・ヴィドリオ[6][7]
- ガブリエル・アンウォー - ラプンツェル / トレメイン夫人 / ヴィクトリア・ベルフリー[4][7]
- アリソン・フェルナンデス - ルーシー・ミルズ / ルーシー・ヴィドリオ[3]
- ロバート・カーライル - ルンペルシュティルツキン / ミスター・ゴールド / ウィーバー[3]
- メキア・コックス - ティアナ / サヴィーン[4][8]

### リカーリング
- ジャレッド・S・ギルモア - ヘンリー・ミルズ / サー・ヘンリー[9]
- アデレード・ケイン - ドリゼラ / アイヴィー・ベルフリー[4][10]
- ローズ・レイノルズ - アリス / ティリー[4][11]
- ブルース・ブレイン - サミュエル・B・ライス / デスク・サージェント[12]
- トレバー・ロバーツ - レミー[13]
- エマ・ブース - ゴーテル / マザー・ネイチャー / エロイーズ・ガーデナー[14][15]
- クリス・ゴーティエ - スミー
- レベッカ・メイダー - 西の悪い魔女 / ゼリーナ / ケリー・ウェスト[16][17]
- ダニエル・フランシス - ドクター・ファシリエ / バロン・サムディ[18][19]
- ロビン・ギヴンズ - エウドラ[20]
- ミーガン・ワーナー - ラプンツェル（若い頃） / トレメイン夫人[21]
- ティエラ・スコビー - ロビン・フッド / マーゴット[22][23]
- ネイサン・パーソンズ - ヘンゼル / ジャック / ニック・ブランソン[24]
- ヤエル・ユルマン - アナスタシア[25][26]
- ジェフ・ピエール - ナヴィーン王子 / ドリュー[27][19]
- チルトン・クレーン - 盲目の魔女 / ヒルダ・ブラバン

### ゲスト
- ジェニファー・モリソン - エマ・スワン[28]
- エミリー・デ・レイヴィン - ベル[29]
- ジャイルズ・マッシー - ギデオン[30]
- ケビン・ライアン - ロバート[18]

## エピソード
| 通算 | No. | エピソード名 （原題）         | 監督                   | 脚本                                             | 放送日         | 視聴者数 （万人） |
| ---- | --- | ----------------------------- | ---------------------- | ------------------------------------------------ | -------------- | ----------------- |
| 134  | 1   | "Hyperion Heights"            | ラルフ・ヘメッカー     | エドワード・キッツィス & アダム・ホロウィッツ    | 2017年10月6日  | 326               |
| 135  | 2   | "A Pirate's Life"             | タラ・ニコル・ワイヤー | ジェーン・エスペソン & ジェローム・シュワルツ    | 2017年10月13日 | 274               |
| 136  | 3   | "The Garden of Forking Paths" | ロン・アンダーウッド   | デヴィッド・H・グッドマン & ブリジット・ヘイルズ | 2017年10月20日 | 249               |
| 137  | 4   | "Beauty"                      | ミック・ガリス         | ダナ・ホーガン & リー・フォング                  | 2017年10月27日 | 244               |
| 138  | 5   | "Greenbacks"                  | ジオフリー・ヒルドル   | クリストファー・ホリアー & アダム・カープ        | 2017年11月3日  | 229               |
| 139  | 6   | "Wake Up Call"                | シャラット・ラジュ     | ジェローム・シュワルツ & ジェーン・エスペソン    | 2017年11月10日 | 237               |
| 140  | 7   | "Eloise Gardener"             | アレックス・カルミニオ | デヴィッド・H・グッドマン & ブリジット・ヘイルズ | 2017年11月17日 | TBD               |
| 141  | 8   | "Pretty in Blue"              | ミック・ガリス         | ダナ・ホーガン & リー・フォング                  | 2017年11月17日 | TBD               |
| 142  | 9   | "One Little Tear"             | TBA                    | クリストファー・ホリアー & アダム・カープ        | TBA            | TBD               |
| 143  | 10  | "The Eighth Witch"            | TBA                    | ジェーン・エスペソン & ジェローム・シュワルツ    | TBA            | TBD               |
| 144  | 11  | "Secret Garden"               | TBA                    | エドワード・キッツィス & アダム・ホロウィッツ    | TBA            | TBD               |
| 145  | 12  | "A Taste of the Heights"      | TBA                    | デヴィッド・H・グッドマン & ブリジット・ヘイルズ | TBA            | TBD               |
| 146  | 13  | "Knightfall"                  | TBA                    | ジェローム・シュワルツ & ミゲル・イアン・ラヤ    | TBA            | TBD               |

## 制作

### 制作段階
2017年1月、シーズン6の撮影中ABCの代表チャニング・ダンジ-はシーズン7への更新があった場合、シリーズの再構成の可能性について言及した。様々な憶測が飛び交う中、エグゼクティブプロデューサーのエドワード・キッツィスとアダム・ホロウィッツはシーズン6で何人かのキャラクターの物語が終了し、シーズン7ではストーリーラインの再構成を考えていると述べた。過去のシーズンに比べ大幅な変更はあるものの、シーズン7は完全なリブートではないということを述べた。「たくさんのもののハイブリッドな作品であると考えている。オリジナルに対する敬意はもちろんあるが、続投するキャストがいたり降板するキャストがいることは事実である。いろいろなものを組み合わせて新しい方向性を作っていかなければならない。けれど、これまでのシーズンの根底にあるものは受け継いでいく。」。
2017年7月、製作者は現在物語がトレメイン夫人による新たな闇の呪いにより作られたハイペリオン・ヘイトの近くであるシアトルで展開されていることを明かした。今回はフィクションのキャラクターと現実世界の人々が混ざり合っており、だれがどの世界の人物であるか判断することが難しくなっている。

### キャスティング
2017年5月、シーズン6のレギュラーのうちラナ・パリラ、コリン・オドナヒュー、ロバート・カーライルの3人のみがシーズン7へ続投することが発表された。それまでのメインキャストであるジェニファー・モリソンは1エピソードのみ出演に承諾している。モリソンは7月19日に最後の撮影を終えた。7月22日、エミリー・デ・レイヴィンはシーズン7の4話に出演することがわかった。
2017年3月、アンドリュー・J・ウェストとアリソン・フェルナンデスがシーズン6の最終話に正体不明のゲストキャストとしてキャスティングされた。エピソード中にウェストは大人になったヘンリーをフェルナンデスは彼の娘ルーシーであることが判明した。放送後、彼らがシーズン7のレギュラーキャストとなることが発表された。ウェストはジャレッド・S・ギルモアから役を受け継ぐこととなる。ギルモアは少なくとも1話には出演する。
2017年7月、ダニア・ラミレスとガブリエル・アンウォーがシーズン7のレギュラーキャストとなることが発表された。さらに、アデレード・ケイン、メキア・コックス、ローズ・レイノルズがリカーリングキャストになることが発表された。7月15日、ラミレスがシンデレラを演じることがわかった。シーズン6までジェシー・シュラムが演じていたのとは別バージョンとなる。7月22日、コミコンにてアンウォーがトレメイン夫人をケインがドリゼラを演じることが明かされた。さらに、コックスがプリンセスと魔法のキスのティアナをレイノルズがスピンオフ作品ワンス・アポン・ア・タイム・イン・ワンダーランドのものとは別バージョンのアリスを演じることが判明した。
8月1日、ジャイルズ・マッシー がギデオン役で4話に出演することが発表された。4話にはレイヴィンも出演し、ルンペルを中心とした話となる。同日、エマ・ブースがリカーリングキャストで魔女を演じることが発表されたが、詳細は後日明かされる。